# Jászság

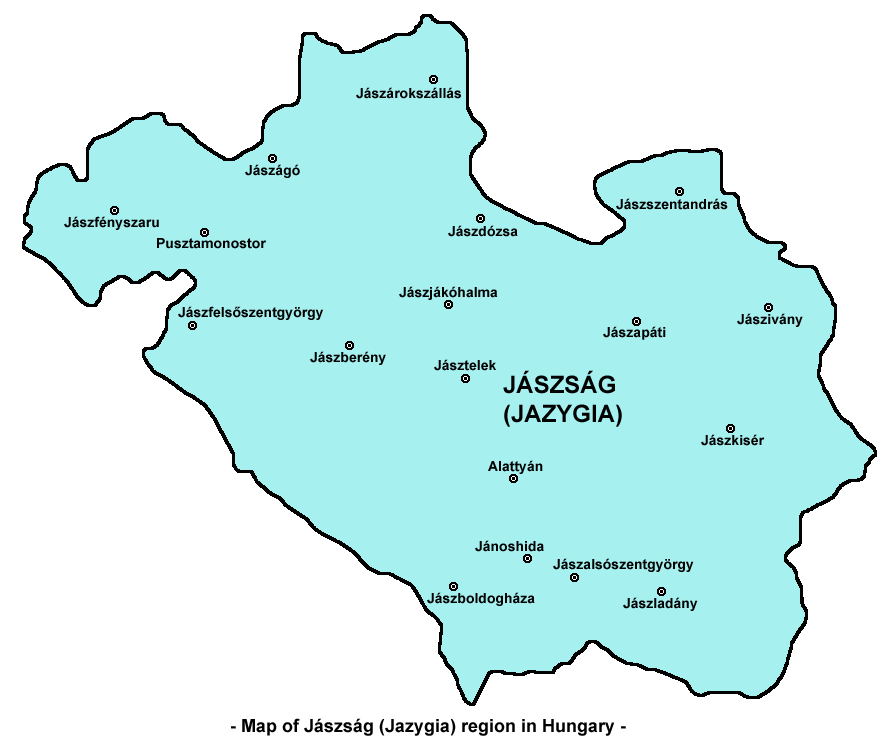
Mapa de Jászság

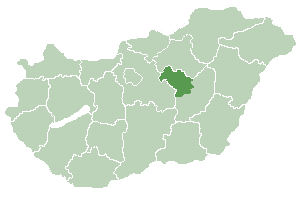
Jászság dentro de la Hungría moderna

Jászság ("Jaszygia", latín: Jazigia) es una región histórica, etnográfica y geográfica de Hungría. Su territorio de 1.161 km² está situado en la parte noroeste del condado de Jász-Nagykun-Szolnok. La principal ciudad de la región es Jászberény. Jászság está habitada por el pueblo yásico, un grupo étnico iranio cuya base lingüística conservan los osetios. La población de la región ronda los 85.000 habitantes.

## Nombre
Jászság significa "Provincia de Jász" (es decir, Provincia del pueblo yásico).

## Historia
En la antigüedad, esta zona estuvo poblada por celtas, dacios, sármatas y pueblos germánicos. En el siglo I a. C. formaba parte del reino dacio de Burebista. En el siglo I d. C., una tribu sármata conocida como los yacigios se estableció en esta región. A principios de la Edad Media, el territorio de la actual Jászság estaba poblado principalmente por pueblos eslavos y formaba parte del Imperio Huno, el Reino de los Gépidos y el Reino de los Ávaros. A finales del siglo IX, la zona fue colonizada por los húngaros y posteriormente se incluyó en el Reino medieval de Hungría. En el siglo XI, el territorio de la actual Jászság formaba parte del condado de Újvár, mientras que en el siglo XII se dividió entre los condados de Hevesújvár y Pest.

Jászság (en naranja) y los otros dos componentes del distrito de Jászkunság, hacia 1800: Pequeña Cumania en verde oscuro, Gran Cumania en color lima

Las invasiones mongolas del siglo XIII y las guerras de Tamerlán en el siglo XIV resultaron fatales para el estado alano y un grupo de alanos emigró con los qipchaqs (comaníes, cumanos) a Europa Central, estableciéndose en el Reino medieval de Hungría en el siglo XIII. El territorio en el que se asentaron se llama hasta hoy Jászság, "la provincia de los osetios". Conservaron su lengua iraní y su identidad étnica hasta el siglo XV, pero poco a poco adoptaron la lengua húngara y se asimilaron a los húngaros. Sin embargo, conservaron su identidad yásica y su autonomía regional.
Hasta la conquista otomana en el siglo XVI, Jászság era un territorio autónomo del Reino de Hungría. Tras la batalla de Mohács (1526), la región se incluyó en el Reino de Hungría Oriental y posteriormente fue anexionada por el Imperio Otomano. Durante la administración otomana de los siglos XVI y XVII, el territorio de la actual Jászság formó parte inicialmente del Eyalato de Buda y posteriormente del Eyalato de Eger. A finales del siglo XVII, el Imperio Otomano cedió la zona a la monarquía de los Habsburgo y se restauró una región autónoma de Jászság dentro del Reino de Hungría de los Habsburgo. La región conservó su autonomía regional hasta 1876, cuando fue incluida en el condado de Jász-Nagykun-Szolnok. Tras la disolución de la monarquía de los Habsburgo en 1918, la región de Jászság pasó a formar parte de la Hungría independiente.

## Asentamientos
Hay 18 asentamientos en Jászság:

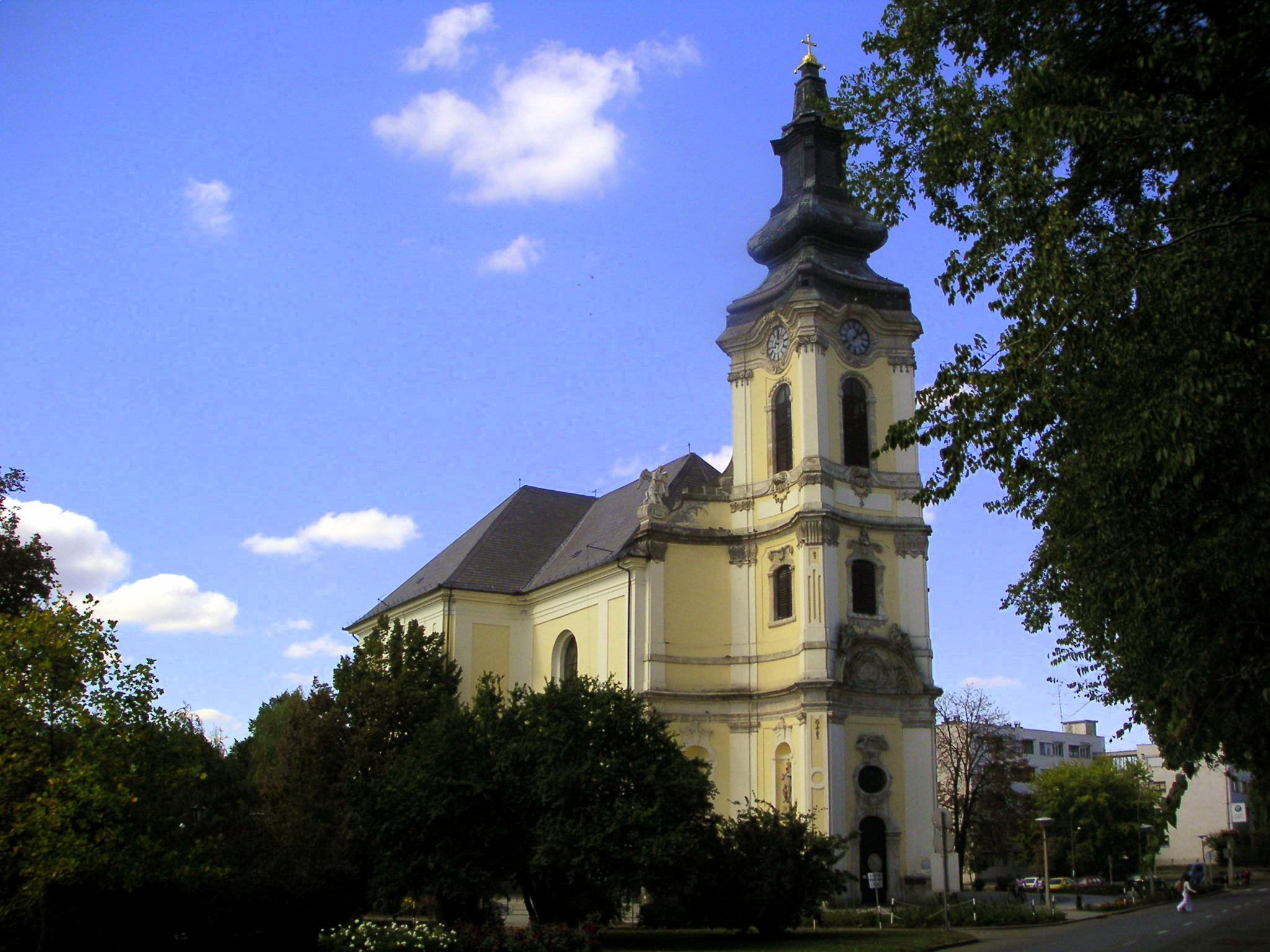
La iglesia principal en el centro de Jászberény

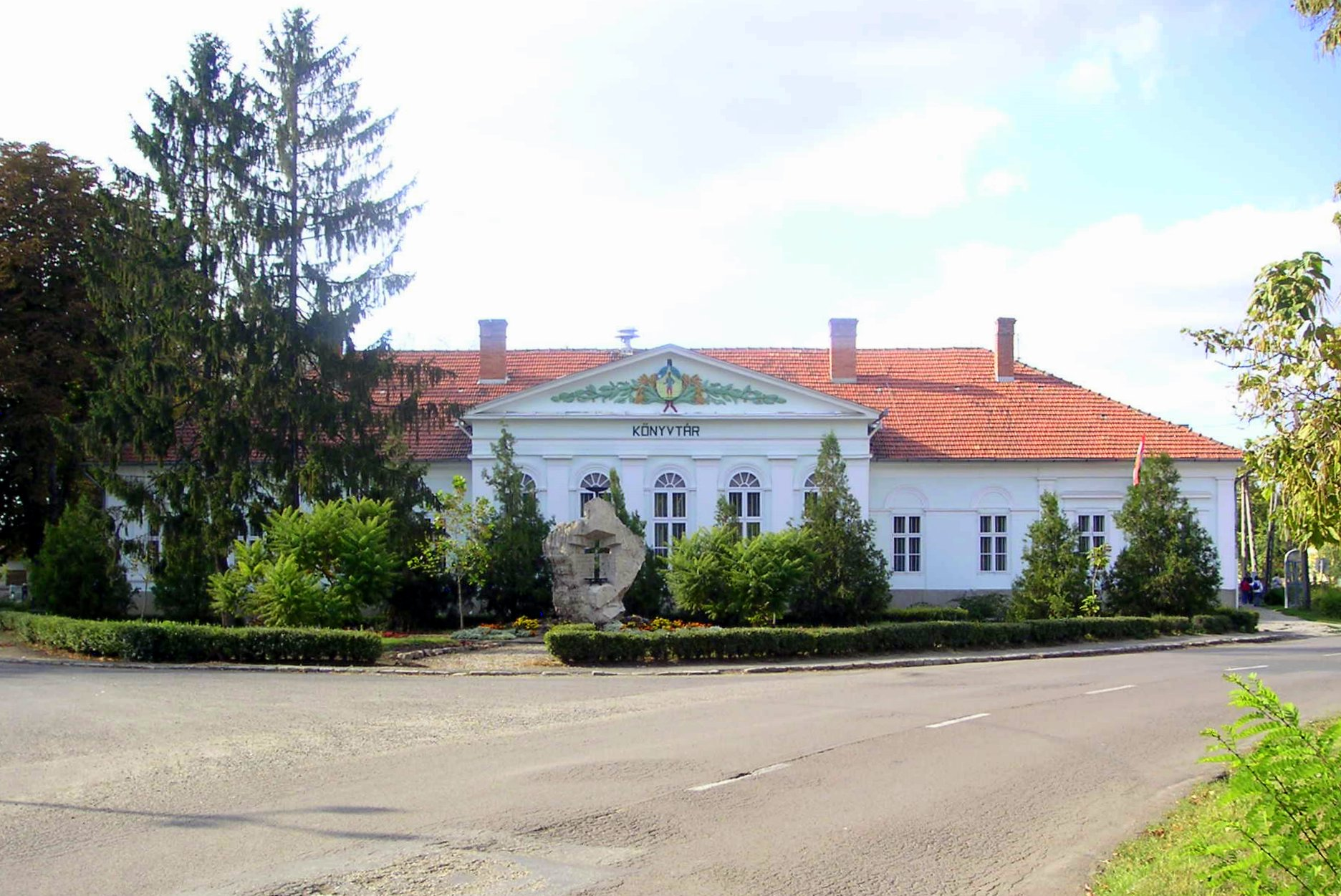
Biblioteca Jászapáti

- Jászberény (centro cultural y económico)
- Jászapáti
- Jászárokszállás
- Jászfényszaru
- Jászladány
- Jászkisér
- Jászalsószentgyörgy
- Jászfelsőszentgyörgy
- Jászboldogháza
- Jászdózsa
- Jászjákóhalma
- Jásztelek
- Jászszentandrás
- Jászágó
- Jászivány
- Alattyán
- Jánoshida
- Pusztámonostor